# Bourbon-l'Archambault (tổng)
Tổng Bourbon-l'Archambault là một tổng ở tỉnh Allier trong vùng Auvergne.

## Địa lý
Tổng này được tổ chức xung quanh Bourbon-l'Archambault thuộc quận Moulins. Độ cao thay đổi từ 204 m (Franchesse) đến 420 m (Saint-Hilaire) với độ cao trung bình 293 m.

## Hành chính
| Giai đoạn        | Ủy viên       | Đảng | Tư cách |
| ---------------- | ------------- | ---- | ------- |
| 29               | Gilles Mazuel | PCF  |         |
| tháng 3 năm 2004 | Gilles Mazuel | PCF  |         |

## Các đơn vị cấp dưới
Tổng Bourbon-l'Archambault gồm 8 xã với dân số là 6 532 người (điều tra năm 1999, dân số không tính trùng)
| Xã                    | Dân số | Mã bưu chính | Mã insee |
| --------------------- | ------ | ------------ | -------- |
| Bourbon-l'Archambault | 2 564  | 03160        | 03036    |
| Buxières-les-Mines    | 1 180  | 03440        | 03046    |
| Franchesse            | 451    | 03160        | 03117    |
| Saint-Aubin-le-Monial | 278    | 03160        | 03218    |
| Saint-Hilaire         | 567    | 03440        | 03238    |
| Saint-Plaisir         | 443    | 03160        | 03251    |
| Vieure                | 268    | 03430        | 03312    |
| Ygrande               | 781    | 03160        | 03320    |

## Biến động dân số
| 1962                                                     | 1968  | 1975  | 1982  | 1990  | 1999  |
| -------------------------------------------------------- | ----- | ----- | ----- | ----- | ----- |
| 7 625                                                    | 8 401 | 7 317 | 7 092 | 6 769 | 6 532 |
| Nombre retenu à partir de 1962 : dân số không tính trùng |       |       |       |       |       |